# Pierre-Simon Ballanche
Pierre-Simon Ballanche (Lione, 4 agosto 1776 – Parigi, 12 giugno 1847) è stato uno scrittore e filosofo francese.

## Biografia
Egli era figlio di uno dei più grandi stampatori dell'epoca a Lione.
I suoi scritti si riferiscono a un unico pensiero, la storia dell'umanità e il rinnovamento sociale. Condannate, secondo lui, ad alternanze di periodi di distruzione e rigenerazione, le società realizzano una sorta di anello epico che egli cominciò a raccontare. Sperava di conciliare il dogma religioso della caduta e della riabilitazione di un uomo con la dottrina filosofica della perfettibilità umana.
Durante la Restaurazione, si legò al movimento degli ultrarealisti. Ballanche venne eletto membro de l'Académie française nel 1842. Amico di Chateaubriand e di Juliette Récamier, Ballanche venne inumato al Cimitero di Montmartre nella tomba di questi ultimi.
Paul Bénichou ha scritto sull'importanza storica di Ballanche, in Le Sacre de l'écrivain (1973), Le Temps des prophètes (1977) et Variétés critiques (1996).

## Opere
- Du sentiment considéré dans son rapport avec la littérature et les Arts (1801)
- Inès de Castro (1811) nouvelle
- Essai sur les institutions sociales dans leur rapport avec les idées nouvelles Didot (1818)
- Le grand ouvrage qu'il méditait devait s'intituler la Palingénésie sociale.
Antigone, Orphée, la Vision d'Hébal, la Ville des Expiations, l'Homme sans nom, le Vieillard et le Jeune homme, sortes de poèmes philosophiques qu'il composa successivement, en sont des épisodes.
- Essais de palingénésie sociale (1820). Ils parurent en 1827, ils sont l'introduction du précédent ouvrage.
- Les Institutions sociales (1818).
- Ses Œuvres ont été réunies par lui-même en 4 volumes en 1830 et en 6 volumes en 1832.

## Onorificenze
- Académie des sciences, belles-lettres et arts de Lyon, 1803 - 1847 ( presidente)
- Académie française, 1842
- Société historique, archéologique et littéraire de Lyon, 1808 - 1820